# レディ・ベス
『レディ・ベス』（英語題：Lady Bess）は、2014年に世界初演（日本）されたミュージカル。イングランド女王エリザベス1世の青春時代から戴冠式までを描く。
脚本・歌詞はミヒャエル・クンツェ、音楽・編曲はシルヴェスター・リーヴァイ、演出・訳詩は小池修一郎、製作は東宝。
題名のレディ・ベスは、庶子時代の彼女の呼び名に由来する。母親であるアン・ブーリンが不義の疑いで結婚の無効化を宣言されたため、当時3歳に満たなかった娘のエリザベスも一時庶子にまで身を落とし、王女としての地位を失った。呼び名に困った彼女の侍女たちがプリンセス・エリザベスから、貴族称号のレディを用いてレディ・エリザベス（ベス）と呼び方を変えたことから。

## 作品概要
舞台は16世紀半ば、絶対王政期のテューダー朝イングランド。後に黄金時代と呼ばれる一時代を築くこととなる王女レディ・ベスは、父・ヘンリー8世亡き後の政治的混乱を避けるように、田舎でプロテスタント信仰を守って密やかに暮らしていた。しかし、カトリック教国スペインの血を引くベスの異母姉・メアリーが王位に就き、プロテスタントへの過酷な弾圧を始めたことでその平穏な暮らしは一変する。民衆の間ではレディ・ベスを新女王へと望む声が日増しに高まり、危機感を覚えたカトリック勢力の矛先は、ついにベスへと向けられた。
政争に敗れた多くの権力者がロンドン塔の露と消えた時代。何度も命の危険に晒されながら、その賢明さで権謀術中の時代を生き抜いた王女、エリザベス。
宗教の対立、姉との確執、亡き母への想い、そして密かに育んだ恋……。壮絶な青春時代を乗り越えた一人のレディが、やがて偉大な女王へと成長し王冠を戴くまでの物語。
『マリー・アントワネット』発表後、東宝がミヒャエル・クンツェとシルヴェスター・リーヴァイに新作ミュージカルの製作を依頼、構想期間も含めて約4年の歳月を経て完成する。作品の中でクンツェは、「なぜ、エリザベス1世はイギリスの歴史上最も偉大な女王たりえたのか？」「なぜ、処女王と呼ばれた彼女は生涯結婚しなかったのか？」という、多くの歴史家が長年議論を重ねたこの二つの疑問に対して、その答えを彼女がまだレディ・ベスと呼ばれていた時代に求めた。それは、彼女が少女時代にその出自により中傷され、迫害された経験により学んだ宗教的寛容の精神であり、一生を捧げた叶わぬ恋であるとした。そして、作品のシンボルとして登場とするイモーテル（永久花）は彼女の青春そのものであり、それを恋人に託すことで彼女は青春時代と別れを告げ、残りの人生のすべてを国家のために捧げる決心をし、同時に彼に永遠の愛を誓ったのだと言う。
専門誌「ミュージカル」（ミュージカル出版社）が選ぶ2014年のミュージカル・ベストテン、作品部門1位に選ばれる。

## 登場人物
- レディ・ベス - ヘンリー8世とアン・ブーリンの娘で後の女王エリザベス1世。若くして数ヶ国語を操る才女で、亡きヘンリー八世の娘であることを誇りに思っている。宗教はプロテスタント。
- ロビン・ブレイク - 自由を愛する吟遊詩人。モデルはエリザベス朝に活躍した劇作家・シェイクスピア。
- メアリー・チューダー - イングランド女王でベスの異母姉。母の信仰を受け継いだ熱心なカトリック教徒であり、ブラッディ・メアリーと呼ばれる。レディ・ベスと同じく庶子にまで身を落とした過去を持ち、その原因となったアン・ブーリンを憎んでいる。
- フェリペ - 太陽の沈まぬ帝国とも呼ばれ、当時全盛を誇ったスペインの王子。イングランドをカトリックと教皇のもとに立ち返らせるべく送り込まれ、メアリーと政略結婚することになる。
- アン・ブーリン - ヘンリー8世はメアリーの母キャサリン妃と離婚し、彼女と再婚するために英国国教会を創設。カトリックとの断絶のきっかけを作った。ファム・ファタールの代名詞としても知られる。レディ・ベスが幼い頃に姦通罪の汚名を着せられ、ロンドン塔で処刑された。
- シモン・ルナール - スペイン大使。レディ・ベスの危険性をメアリーに進言する。
- ガーディナー - カトリック大司教。プロテスタント弾圧の急先鋒。
- キャット・アシュリー（英語版） - レディ・ベスの教育係で母親的存在。
- ロジャー・アスカム（英語版） - レディ・ベスの家庭教師を務める人文学者。語学、哲学、天文学に造詣が深い。ベスに女王として必要な知識のすべてを教える。

## キャスト
|                      | 2014年              | 2017年              |
| -------------------- | ------------------- | ------------------- |
| レディ・ベス         | 平野綾 花總まり     | 平野綾 花總まり     |
| ロビン・ブレイク     | 山崎育三郎 加藤和樹 | 山崎育三郎 加藤和樹 |
| メアリー・テューダー | 吉沢梨絵 未来優希   | 吉沢梨絵 未来優希   |
| フェリペ             | 平方元基 古川雄大   | 平方元基 古川雄大   |
| アン・ブーリン       | 和音美桜            | 和音美桜            |
| シモン・ルナール     | 吉野圭吾            | 吉野圭吾            |
| ガーディナー         | 石川禅              | 石川禅              |
| キャット・アシュリー | 涼風真世            | 涼風真世            |
| ロジャー・アスカム   | 山口祐一郎 石丸幹二 | 山口祐一郎          |

## 上演記録
2014年版（初演）
- 東京 帝国劇場 2014年4月13日 - 5月24日、プレビュー公演 2014年4月11日 - 4月12日）
- 大阪 梅田芸術劇場 2014年7月19日 - 8月3日
- 福岡 博多座 2014年8月10日 - 9月7日
- 名古屋 中日劇場 2014年9月13日 - 9月24日

2017年版
- 東京 帝国劇場 2017年10月8日 - 11月18日 
- 大阪 梅田芸術劇場 2017年11月28日 - 12月10日

海外公演
- スイス ザンクト・ガレン 2022年2月 - 4月 

## セットリスト
第一幕
- プロローグ（A time of change） / アスカム
- 人生は一度きり（What the church bell says） / ロビン、ホラティウス、スクラッグ、バギー、町の人々
- 他の本とは違う（Not just another book） / ベス、アスカム、ガーディナー、キャット
- 我が父は王（My father was a king） / ベス
- 歌って忘れよう（Sing all your troubles away） / ロビン、ホラティウス、スクラッグ、バギー
- 俺は流れ者（I'm a rover） / ロビン
- 邪悪（That evil woman） / メアリー、ガーディナー
- 誰でも歌える（Anyone can sing） / ベス、ロビン
- 祈り（Prayer） / 僧や女官たち
- 悪魔と踊らないで（Don't dance with the devil） / メアリー、女官たち
- 愛をささげた（All for love） / アン
- 敵（Enemies）（初演のみ）
- 王国が現れる（Our kingdom come） / アスカム、ベス
- スペインの王はいらない（No Spanish king-I） / ワイアット、パブの客
- 男みたいに（Like a man） / ロビン、ベス
- スペインの王はいらないⅡ（No Spanish king-II）/ ワイアット、パブの客
- 何故好きなのか？（Why do I love her?/You in the moonlight）/ ロビン、ベス
- クール・ヘッド（Cool head）/ フェリペ、ルナール、廷臣たち、愛人たち
- 大人になるまでに（Growing up）/ キャット
- 道は安全ではない（The roads are not safe）（初演のみ）
- 出て行け！（We get her）/ アスカム、キャット、兵隊たち
- あなたは一人じゃない（You are not alone）/ アン
- 邪悪リプライズ（Evil blood）（初演のみ）
- 旅の終わり（Journey's end）/ ベディングフィールド、兵隊たち
- 秘めた想い（The feelings I hide）/ ベス、人々

第二幕
- ２幕前奏曲（Entr'acte）
- 何故？（Why?）/ ベス
- ロンドン塔（The tower）（初演のみ）
- 教え子の中で（Here she used to sit/A time of change-Reprise）/ アスカム
- 神よ祝福を与えん（God bless our Lady Bess）/ ロビン、ホラティウス、スクラッグ、バギー、見物人たち
- 神に見放されて（Fallen from grace）/ ベス
- あなたはあなた（You are who you are）/ アン、ベス
- 道行く人（The man on the street/Cool head-Reprise）/ ロビン、フェリペ、ホラティウス、スクラッグ、バギー、廷臣たち
- ベスを消せ（She must be removed）/ ガーディナー、ルナール
- 月明かりの君（You in the moonlight）/ ベス、ロビン
- 栄光の時（The time has come）/ メアリー、貴族たち
- ベスを消せ　リプライズ（She must be removed-Reprise）（初演のみ）
- 愛のため全て（Woodstock dream/All for love-Reprise）/ アスカム、アン
- 神に見放されて　リプライズ（Fallen from grace-Reprise）/ ベス
- ガーディナーの死（Gardiner's death）（初演のみ）
- ただの想像（Just fantasy）/ スーザン、貴族たち
- 愛を知らずに（I never knew love）/ メアリー、ベス
- クール・ヘッド　リプライズ（cool head-Reprise）（初演のみ）
- よく晴れた11月（A sunny November）/ キャット
- 心は君に（My heart belongs to you）/ ベス、ロビン（初演のみ）
- 傷ついた翼（Wings）/ ベス、ロビン（2017年再演より追加）
- 闇を恐れずに（Afraid of the dark）/ ベス（2017年再演より追加）
- 王国が現れる　リプライズ（Our kingdom come-Reprise）/ アスカム
- 獅子の心（You have a lion's heart）/ アン
- 手を取り合って！（The end of rage/The feelings I hide-Reprise）（初演のみ）
- 晴れやかな日（What a gorgeous day）/ 参列者たち

## 関連メディア
- CD「レディ・ベス（ハイライト・ライヴ録音盤）」（2014年 東宝）
- DVD「レディ・ベス（Flower version）（Star version）」（2018年5月30日より発売、東宝）